# تشودهاري محمود حسن
تشودهاري محمود حسن هو أكاديمي بنغلاديشي، ولد في 31 أغسطس 1953.